# Jeff DeWit
Jeffrey James DeWit (nacido el 21 de diciembre de 1972) es un empresario y político estadounidense que se desempeñó como presidente del Partido Republicano de Arizona desde enero de 2023 hasta enero de 2024. Miembro del Partido Republicano, DeWit se convirtió en Tesorero del Estado de Arizona. en 2015, sucediendo a Doug Ducey. DeWit dijo en 2016 que no planeaba buscar la reelección en 2018. En 2017, el presidente Trump lo nominó director financiero de la NASA.  Su nominación como director financiero de la NASA fue confirmada por el Senado de los Estados Unidos en marzo de 2018. Renunció a la NASA en febrero de 2020 y se unió a la campaña 2020 de Trump ese mismo año.

## Primeros Años y Educación
DeWit se licenció en Administración de Empresas y Finanzas en la Universidad del Sur de California y comenzó su carrera en 1992 en Smith Barney Shearson. En 1999, DeWit fundó una empresa de negociación de acciones llamada ECHOtrade, en la que se desempeñó como director ejecutivo durante más de 14 años.

## Carrera política

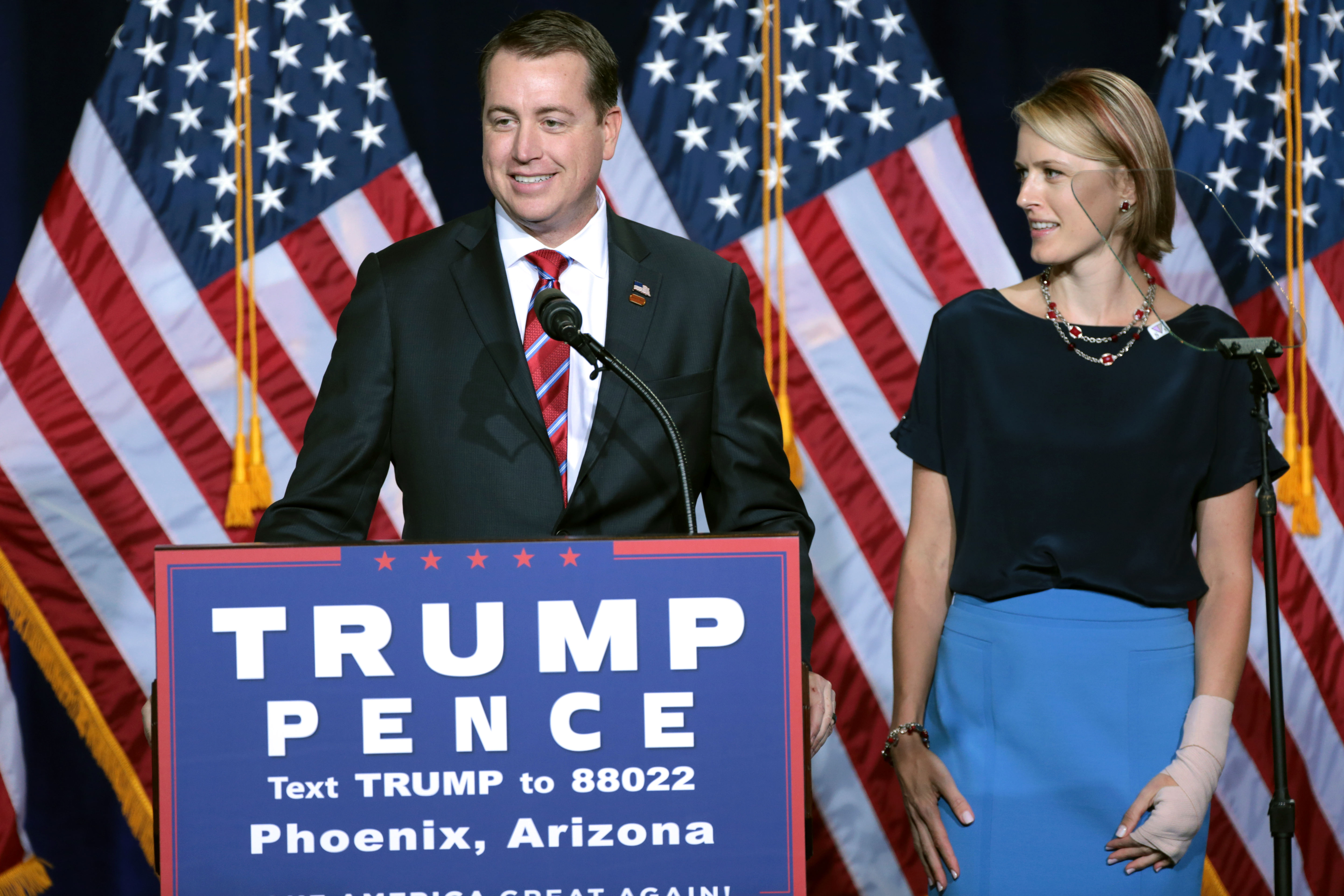
Jeff DeWit con su esposa Marina dando un discurso en un mitin en apoyo a Donald Trump en Phoenix, Arizona.

En política, DeWit se ha desempeñado como miembro del comité de distrito electoral, miembro del comité estatal y también fue designado por el presidente del Partido Republicano de Arizona para formar parte del Comité de Redistribución de Distritos del partido.
En 2014, buscó el cargo de Tesorero del estado de Arizona, puesto que dejó vacante Doug Ducey, quien en su lugar se postuló para gobernador de Arizona después de servir por un mandato. DeWit ganó las primarias republicanas en agosto, derrotando por un amplio margen al ex alcalde de Tempe, Hugh Hallman, y al expresidente del partido estatal, Randy Pullen. DeWit no tuvo oposición en las elecciones generales y, por tanto, era el presunto Tesorero del Estado de Arizona.
DeWit también se desempeñó como presidente de la campaña presidencial de Donald Trump en 2016 en Arizona. Dijo en 2016 que no tenía planes de buscar la reelección al final de su mandato como Tesorero del Estado porque no le gustaba la mentalidad de "fábrica de favores" de los políticos establecidos, a cuyas filas no deseaba unirse.
DeWit fue nominado por el presidente Trump para convertirse en director financiero de la Administración Nacional de Aeronáutica y del Espacio el 1 de diciembre de 2017. Su nominación fue devuelta al presidente sin confirmación por el Senado de los Estados Unidos el 3 de enero de 2018, según las Reglas Permanentes del Senado de los Estados Unidos. Artículo XXXI, párrafo 6. 
La nominación fue presentada nuevamente al Senado el 8 de enero de 2018. Fue confirmada mediante votación oral el 14 de marzo de 2018. Asumió el cargo el 3 de abril de 2018. DeWit dimitió el 13 de febrero de 2020.
El 30 de junio de 2020, se informó que DeWit fue nombrado director de operaciones de la campaña presidencial de Donald Trump 2020.

### Presidente del Partido Republicano en Arizona
El 28 de enero de 2023, DeWit fue elegido presidente del Partido Republicano de Arizona

## Escándalo y renuncia
El 23 de enero de 2024, se filtró una grabación de audio de una conversación entre DeWit y Kari Lake, la candidata del partido a gobernadora de Arizona en 2022 y candidata del partido al Senado de los Estados Unidos en 2024. En la grabación, se escucha a DeWit ofreciendo a Lake oportunidades laborales, sugiriendo que se tome un descanso de la política.
Dewitt renunció el 24 de enero de 2024 

## Vida personal
DeWit reside en Peoria, Arizona con su esposa, Marina y sus tres hijas. Como parte de su campaña electoral, su familia apareció en una parodia del vídeo musical de Frozen.